# Widawa
Widawa (tysk: Weide) er en højre biflod til Oder i Nedre Schlesien i Polen.

## Flodens løb
Widawa (græsgang) har sit udspring nær Droltowice (Rudelsdorf ) nær byen Twardogóra ( Festenberg ) og løber først i sydlig retning, indtil den når byen Namysłów (Namslau). Der drejer den mod vest, og videre frem ligger byerne Bierutów (Bernstadt) og Psie Pole (Hundsfeld), i dag et distrikt i Wroclaw. Nordøst for Breslau løber denn ud i Oder nær landsbyen Paniowice (Pannwitz). På samme sted løber Bystrzyca ud i Oder som en venstre biflod.